# Partnerschaft Rheinland-Pfalz-Ruanda
Der Verein Partnerschaft Rheinland-Pfalz-Ruanda e. V. ist ein von der Landesregierung Rheinland-Pfalz unterstützter Verein; er wurde am 11. März 1982 gegründet. Ihm gehören Vertreter der politischen Parteien im Landtag, der Landesregierung und Ministerien, der Kommunen, der Schulen, der Kirchen, der Handwerkskammer, der Industrie- und Handelskammer, der örtlichen Partnerschaftsvereine sowie Privatpersonen an.

## Zweck des Vereins
Der Verein fördert die Partnerschaft zwischen dem Bundesland Rheinland-Pfalz und dem afrikanischen Land Ruanda und unterstützt dabei insbesondere Hilfs- und Entwicklungsvorhaben in Ruanda. Er verfolgt laut seiner Satzung anerkannte gemeinnützige und mildtätige Zwecke, dazu gehören ausdrücklich:
- Völkerverständigung,
- Erziehung und Bildung,
- Aus- und Weiterbildung,
- öffentliche Gesundheitspflege und Daseinsvorsorge,
- Kinder- und Jugendhilfe,
- Sportförderung,
- Entwicklungszusammenarbeit,
- Förderung der Flüchtlingshilfe,
- Unterstützung von Familien und
- Einzelfallhilfe.

## Aufgaben
Der Verein strebt über seine Öffentlichkeitsarbeit die Verbreitung des Gedankens der Partnerschaft zwischen Rheinland-Pfalz und Ruanda an. Zu seinen Aufgaben gehört die Förderung und beratende sowie logistische Unterstützung, insbesondere Koordination der Zusammenarbeit von örtlichen, regionalen und überörtlichen Vereinigungen, Institutionen und Organisationen, die sich in der Arbeit mit und für Ruanda engagieren.
Zur konkreten Umsetzung seiner Ziele organisiert der Verein den Transport von Hilfsgütern nach Ruanda und ist Träger des Koordinationsbüros in Kigali. Dieses Koordinationsbüro ist Anlaufstelle und Kooperationsstelle für die ruandischen Partner und steht den rheinland-pfälzischen Partnern für Hilfe und Auskunft zur Verfügung. Es betreut die gesamte Projektabwicklung und Mittelverwaltung vor Ort und sorgt für einen regelmäßigen Informationsfluss zwischen Ruanda und Rheinland-Pfalz. Das Büro ist in Ruanda mittlerweile die Anlaufstelle für Menschen geworden, die Hilfe suchen.

## Organe
Organe des Vereins sind:
- die Mitgliederversammlung, die mindestens einmal jährlich einberufen wird,
- der Vorstand, der aus Präsident, zwei Stellvertretern, acht Beisitzern und einer/einem Jugendbeauftragten besteht.

Der Staatssekretär a. D. Richard Auernheimer wurde 2009 erstmals zum Präsidenten gewählt. Stellvertreter sind die rheinland-pfälzische Landtagsabgeordnete Anke Beilstein und der Landrat des Landkreises Cochem-Zell, Manfred Schnur.

## Finanzen
Der Verein kann etwa 3,5 Millionen € pro Jahr in Ruanda investieren, wovon 1,3 Millionen € vom Land Rheinland-Pfalz stammen. Zusätzlich werden über den Landeshaushalt auch das Partnerschaftsbüro in Kigali und die Geschäftsstelle in Mainz finanziert.
Seit der Gründung des Vereins 1982 bis zum Jahr 2019 konnten Projekte in Ruanda mit insgesamt rund 100 Millionen Euro unterstützt werden.

## Publikationen
- Newsletter des Vereins und des Koordinationsbüros in Kigali[7]
- Ruanda Revue, Journal der Partnerschaft (ein bis zwei Ausgaben jährlich)[8]
- Jahresberichte der Geschäftsstelle Mainz, sowie des Koordinationsbüros in Kigali[9]
- Unterrichtsmaterialien[10]